# Südcoldinne
Südcoldinne is een dorp in de Duitse gemeente Großheide in de deelstaat Nedersaksen. Sinds 1972 is het dorp deel van de gemeente Großheide. Voordien was het deel van de gemeente Menstede-Coldinne.
In het dorp staat de Tjadens Mühle. Deze werd gebouwd in 1901 als gemaal bij een sluis in Nordgeorgsfehn in de gemeente Uplengen. In 1922 werd de molen opnieuw opgebouwd in Südcoldinne om dienst te doen als korenmolen.